# MacArthur (Familienname)
MacArthur bzw. Macarthur ist ein englischer Familienname.

## Herkunft und Bedeutung
MacArthur ist ein Patronym und bedeutet Sohn des Arthur.

## Varianten
- McArthur

## Namensträger
- Arthur MacArthur (1845–1912), US-amerikanischer General
- Arthur MacArthur senior (1815–1896), US-amerikanischer Politiker
- Charles MacArthur (1895–1956), US-amerikanischer Dramaturg
- Clarke MacArthur (* 1985), kanadischer Eishockeyspieler der NHL
- Douglas MacArthur (1880–1964), US-amerikanischer Armeegeneral im Zweiten Weltkrieg und Koreakrieg
- Douglas MacArthur II (1909–1997), US-amerikanischer Diplomat
- Ellen MacArthur (* 1976), britische Seglerin
- Hayes MacArthur (* 1977), US-amerikanischer Schauspieler und Stand-up-Komiker
- James MacArthur (1937–2010), US-amerikanischer Schauspieler
- John Macarthur (Politiker) (1767–1834), australischer Politiker und Unternehmer
- John D. MacArthur (1897–1978), US-amerikanischer Bankier und Mäzen, Stifter der MacArthur Fellowship
- John F. MacArthur (* 1939), US-amerikanischer Pastor, Theologe und Autor
- John R. MacArthur (* 1956), US-amerikanischer Journalist
- John Stewart MacArthur (1856–1920), schottischer Chemiker
- Malcolm MacArthur (* 1945), irischer Doppelmörder, siehe GUBU
- Mary Macarthur (1880–1921), britische Gewerkschafterin, Politikerin und Frauenrechtlerin
- Peter MacArthur (Diplomat), kanadischer Diplomat
- Peter MacArthur (Eishockeyspieler) (* 1985), US-amerikanischer Eishockeyspieler
- Robert H. MacArthur (1930–1972), US-amerikanischer Ökologe
- Tom MacArthur (* 1960), US-amerikanischer Politiker